# Nothomyia bicolor
Nothomyia bicolor är en tvåvingeart som beskrevs av Jennifer L. Hollis 1962. Nothomyia bicolor ingår i släktet Nothomyia och familjen vapenflugor. Inga underarter finns listade i Catalogue of Life.